# Oeste FC
Oeste Futebol Clube, är en fotbollsklubb från Itápolis i delstaten São Paulo. Klubben grundades 25 januari 1921 och spelar sina hemmamatcher på Estádio Municipal Prefeito José Liberatti.

## Meriter
- Série C: 2012

## Tidigare spelare
- Eduardo Fierro
- Marcelinho
- Fernando
- André Neles
- Fábio Oliveira